# Anthaxia amasina
Anthaxia amasina es una especie de escarabajo del género Anthaxia, familia Buprestidae. Fue descrita científicamente por Daniel en 1903.